# Nannospalax nehringi
Espèce
Statut de conservation UICN

LC : Préoccupation mineure
Nannospalax nehringi est une espèce de rongeurs de l'aire méditerranéenne. Ce rat-taupe est aveugle comme tous les membres de la sous-famille des Spalacinés et du genre Nannospalax.